# Pimpla cyanea
Pimpla cyanea är en stekelart som beskrevs av Gyöö Viktor Szépligeti 1908. Pimpla cyanea ingår i släktet Pimpla och familjen brokparasitsteklar. Utöver nominatformen finns också underarten P. c. glaucoptera.